# Корми
Корми (мальт. Ħal Qormi [ħal ʔormi], англ. Qormi) — город в республике Мальта.

## История
Первое письменное упоминание встречается в 1417 году, в городе проживало около 100 мужчин, гвардейцев национальной гвардии. В 1743 году Великий Магистр Мальтийского ордена Мануэль Пинто де Фонсека присвоил Корми статус города и переименовал его в «Città Pinto». После 1850 года Корми становится одним из крупных торговых и ремесленных центров на Мальте.

## Культура
Корми имеет наибольшее количество хлебопекарен в стране и признаётся мальтийской столицей хлебопечения. Некоторые пекарни все ещё работают традиционным способом с использованием древесного топлива. В Корми также проводятся популярные среди туристов ежегодные фестивали: двухдневный «Винный фестиваль Корми» и «Птичий фестиваль». Город примечателен диалектом Корми мальтийского языка.

## Известные жители и уроженцы
- Оливия Льюис — мальтийская певица.
- Мириана Конте  — мальтийская певица итальянского происхождения.